# Folke Hermelin
Folke Edvardsson Hermelin, född 17 augusti 1880 i Säby församling, Jönköpings län, död 8 mars 1955 i Huddinge församling, Stockholms län, var en svensk friherre, målare och konsthantverkare.

## Biografi
Han studerade vid konstakademien i Stockholm,  i Paris och gjorde resor till bland annat Belgien, England, Tyskland. Han har målat porträtt, välstämda landskap, ibland med figurer, hamnmotiv, interiörer med mera. Motiven är hämtade från Stockholm, mellersta och södra Sverige, Danmark, Provence, Sydtyskland och Ungern. Han har även verkat som ciselör. Även hans fru Astrid Hermelin var konstnär. Han finns bland annat representerad vid Norrköpings konstmuseum. Hermelin är begravd på Tomtberga kyrkogård.